# Diacavolinia angulosa
Diacavolinia angulosa is een slakkensoort uit de familie van de Cavoliniidae. De wetenschappelijke naam van de soort is voor het eerst geldig gepubliceerd in 1850 door Gray.